# District de Phú Tân (An Giang)
Pour les articles homonymes, voir District de Phu Tan.
Le district de Phú Tân est un district rural du sud du Viêt Nam (ancienne Cochinchine) situé dans la province d'An Giang et le delta du Mékong. Le chef-lieu du district est Phú Mỹ.

## Géographie
Le district comprend outre le chef-lieu, la ville de Chợ Vàm et des petites communes rurales : Long Hòa, Phú Lâm, Phú Thạnh, Phú An, Phú Thọ, Tân Hòa, Tân Trung, Phú Hưng, Hiệp Xương, Bình Thạnh Đông, Phú Bình, Hòa Lạc, Phú Hiệp, Phú Thành, Phú Long et Phú Xuân.
Il s'étend sur 307 km² pour une population (en 2003) de 237 965 habitants.

## Population
Environ 98 % de ses habitants sont d'origine vietnamienne, mais il existe aussi des Khmers, des Chams et des Hoas. La secte Hòa Hảo s'est particulièrement développée dans ce district.

## Géographie
Au nord du district, se trouve le district de Tân Châu, à l'ouest les villes de Châu Đốc et de Châu Phú. Le district est délimité à l'est par le district de Chợ Mới et la province de Đồng Tháp. Le district de Phú Tân est baigné par le Bassac et le fleuve Antérieur.